# Notación gráfica de Penrose
En matemáticas y física, la notación gráfica de Penrose o notación de diagrama tensorial es una forma de escribir (generalmente a mano) funciones multilineales o tensores propuesta por Roger Penrose en 1971. Un diagrama en esta notación consiste en varias formas unidas entre sí por líneas. La notación ha sido estudiada extensivamente por Predrag Cvitanović, quien la usó para clasificar los grupos de Lie clásicos. También ha sido generalizada usando la teoría de representación para redes de espín en física.

## Interpretaciones

### Álgebra multilineal
En el lenguaje del álgebra multilineal, cada forma representa una función multilineal. Las líneas que salen de estas formas representan las entradas y salidas de la función. De esta forma es posible representar la composición de funciones enlazando varias figuras entre sí.

### Tensores
En el lenguaje del álgebra tensorial, se asocia un tensor particular con una forma con varias líneas proyectadas hacia arriba y hacia abajo, correspondientes a las índices abstractos superiores e inferiores de los tensores respectivamente. Conectar estas líneas entre dos figuras corresponde con la contracción de índices. Una ventaja de esta notación es que no es necesario inventar nuevas letras para nuevos índices. Esta notación es explícitamente independiente de la base escogida.

### Matrices
Cada figura representa una matriz, el producto tensorial se realiza horizontalmente y el producto matricial en vertical. 

## Representación de tensores especiales

### La métrica
La métrica se representa por un bucle con forma de U o su imagen invertida, dependiendo del tipo de tensor utilizado.
| {\displaystyle g^{ab}} | {\displaystyle g_{ab}} |

### Tensor de Levi-Civita
El tensor asimétrico de Levi-Civita se representa por una línea gruesa horizontal con pequeños segmentos que apuntan hacia arriba o hacia abajo dependiendo del tipo de tensor utilizado.
| {\displaystyle \varepsilon _{ab\ldots n}} | {\displaystyle \epsilon ^{ab\ldots n}} | {\displaystyle \varepsilon _{ab\ldots n}\,\epsilon ^{ab\ldots n}} · {\displaystyle =n!} |

### Constante de estructura

constante de estructura

Las constantes de estructura ({\displaystyle {\gamma _{ab}}^{c}}) de un álgebra de Lie se representan por pequeños triángulos con una línea vertical que sale del vértices superior dos líneas de los vértices inferiores hacia abajo. 

## Operaciones tensoriales

### Contracción de índices
LA contracción de índices se representa mediante la unión de los líneas de índice.
| {\displaystyle \delta _{b}^{a}} | {\displaystyle \beta _{a}\,\xi ^{a}} | {\displaystyle g_{ab}\,g^{bc}=\delta _{a}^{c}=g^{cb}\,g_{ba}} |

### Simetrización
La simetrización de índices se representa mediante una línea gruesa quebrada o una barra ondulada cruzando las líneas de índice horizontalmente.
| {\displaystyle Q^{(ab\ldots n)}} · {\displaystyle {}_{Q^{ab}=Q^{[ab]}+Q^{(ab)}}} |

### Antisimetrización
La antisimetrización de índices se representa mediante una línea gruesa que atraviesa las líneas de índice horizontalmente.
| {\displaystyle E_{[ab\ldots n]}} · {\displaystyle {}_{E_{ab}=E_{[ab]}+E_{(ab)}}} |

## Determinante
El determinante se forma antisimetrizando los índices.
| {\displaystyle \det \mathbf {T} =\det \left(T_{\ b}^{a}\right)} | {\displaystyle \mathbf {T} ^{-1}=\left(T_{\ b}^{a}\right)^{-1}} |

### Derivada covariante
La derivada covariante ({\displaystyle \nabla }) se representa por un círculo alrededor del tensor(es) que se quieren derivar y una línea desde el círculo descendente que representa el índice inferior de la derivada.  
| {\displaystyle 12\nabla _{a}\left(\xi ^{f}\,\lambda _{fb[c}^{(d}\,D_{gh]}^{e)b}\right)} · {\displaystyle =12\left(\xi ^{f}(\nabla _{a}\lambda _{fb[c}^{(d})\,D_{gh]}^{e)b}+(\nabla _{a}\xi ^{f})\lambda _{fb[c}^{(d}\,D_{gh]}^{e)b}+\xi ^{f}\lambda _{fb[c}^{(d}\,(\nabla _{a}D_{gh]}^{e)b})\right)} |

## Manipulación tensorial
La notación diagramática es útil en la manipulación del álgebra tensorial. Normalmente implica algunas «identidades» para manipulaciones tensoriales.
Un ejemplo de una identidad común es {\displaystyle \varepsilon _{a...c}\varepsilon ^{a...c}=n!}, donde n es el número de dimensiones.

### Tensor de curvatura de Riemann
Las identidades de Ricci y Bianchi dadas en términos del tensor de curvatura de Riemann ilustran el poder de esta notación
|  | {\displaystyle R_{ab}=R_{acb}^{\ \ \ c}} | {\displaystyle (\nabla _{a}\,\nabla _{b}-\nabla _{b}\,\nabla _{a})\,\mathbf {\xi } ^{d}} · {\displaystyle =R_{abc}^{\ \ \ d}\,\mathbf {\xi } ^{c}} | {\displaystyle \nabla _{[a}R_{bc]d}^{\ \ \ e}=0} |

## Extensiones
Esta notación ha sido ampliada para comprender espinores y twistores.